# Grawn (Míchigan)
Grawn es un lugar designado por el censo ubicado en el condado de Grand Traverse en el estado estadounidense de Míchigan. En el Censo de 2010 tenía una población de 772 habitantes y una densidad poblacional de 470,14 personas por km².

## Geografía
Grawn se encuentra ubicado en las coordenadas 44°39′40″N 85°41′17″O / 44.66111, -85.68806. Según la Oficina del Censo de los Estados Unidos, Grawn tiene una superficie total de 1.64 km², de la cual 1.64 km² corresponden a tierra firme y (0%) 0 km² es agua.

## Demografía
Según el censo de 2010, había 772 personas residiendo en Grawn. La densidad de población era de 470,14 hab./km². De los 772 habitantes, Grawn estaba compuesto por el 90.54% blancos, el 0.52% eran afroamericanos, el 2.72% eran amerindios, el 0.39% eran asiáticos, el 0% eran isleños del Pacífico, el 2.33% eran de otras razas y el 3.5% pertenecían a dos o más razas. Del total de la población el 5.7% eran hispanos o latinos de cualquier raza.